# Physocephala
Physocephala är ett släkte av tvåvingar. Physocephala ingår i familjen stekelflugor.

## Bildgalleri

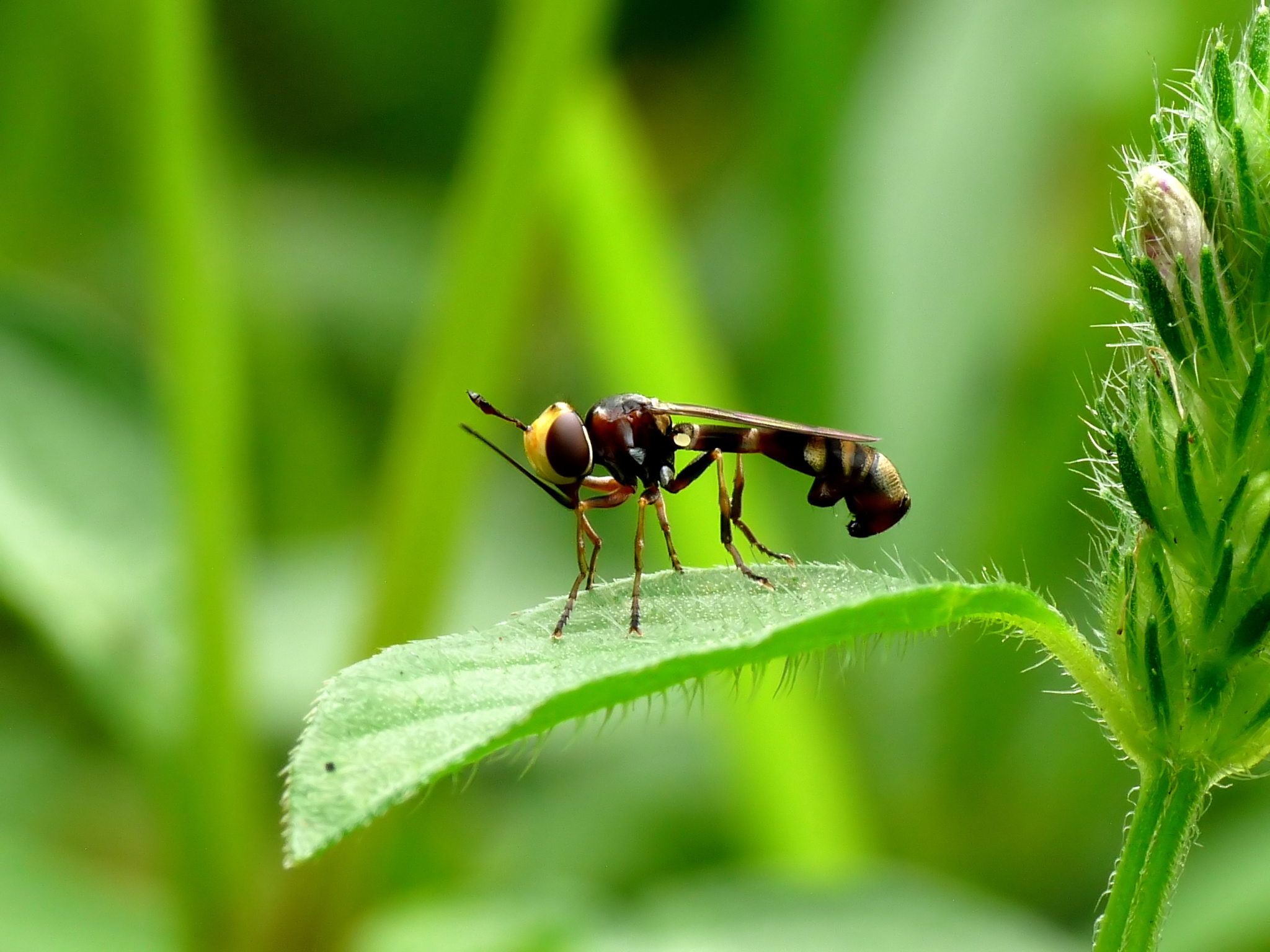

## Dottertaxa tillPhysocephala, i alfabetisk ordning[1][2]
- Physocephala abyssinica
- Physocephala acroschista
- Physocephala albofasciata
- Physocephala albotomentosa
- Physocephala annulifera
- Physocephala antiqua
- Physocephala argentifera
- Physocephala assamensis
- Physocephala aterrima
- Physocephala atricornis
- Physocephala atronota
- Physocephala aurantiaca
- Physocephala aureopygia
- Physocephala aureotomentosa
- Physocephala aurifrons
- Physocephala australiana
- Physocephala bennetti
- Physocephala bequaertortum
- Physocephala bicolor
- Physocephala biguttata
- Physocephala bimarginipennis
- Physocephala bipartita
- Physocephala bipunctata
- Physocephala braunsi
- Physocephala brevipennis
- Physocephala brevistylata
- Physocephala brunnipes
- Physocephala burgessi
- Physocephala calopa
- Physocephala carbonaria
- Physocephala cayennensis
- Physocephala chalantungensis
- Physocephala chekiangensis
- Physocephala chiahensis
- Physocephala chrysorrhoea
- Physocephala claripennis
- Physocephala confusa
- Physocephala curticornis
- Physocephala diffusa
- Physocephala dimidiata
- Physocephala dimidiatipennis
- Physocephala elongata
- Physocephala emiliae
- Physocephala ethiopica
- Physocephala floridana
- Physocephala frontalis
- Physocephala fumivena
- Physocephala fumosa
- Physocephala furax
- Physocephala furcillata
- Physocephala gigas
- Physocephala gracilis
- Physocephala halterata
- Physocephala herrerai
- Physocephala inconsequens
- Physocephala inhabilis
- Physocephala jakutica
- Physocephala lacera
- Physocephala laeta
- Physocephala larvata
- Physocephala laticincta
- Physocephala limbipennis
- Physocephala lineifrons
- Physocephala longicornis
- Physocephala longitheca
- Physocephala lugens
- Physocephala lugubris
- Physocephala maculifacies
- Physocephala maculigera
- Physocephala maculipes
- Physocephala madagascariensis
- Physocephala marginata
- Physocephala maxima
- Physocephala melana
- Physocephala minuta
- Physocephala minutissima
- Physocephala munda
- Physocephala nervosa
- Physocephala nigerrima
- Physocephala nigra
- Physocephala nigricoxa
- Physocephala nigripennis
- Physocephala nigrofasciata
- Physocephala nigrotestacea
- Physocephala nursei
- Physocephala obscurifacies
- Physocephala paralleliventris
- Physocephala philippnensis
- Physocephala picipes
- Physocephala pielina
- Physocephala punctum
- Physocephala pusilla
- Physocephala reducta
- Physocephala renschi
- Physocephala rufescens
- Physocephala ruficoxa
- Physocephala rufifrons
- Physocephala rufipes
- Physocephala rufithorax
- Physocephala rufohalterata
- Physocephala sabroskyi
- Physocephala sagittaria
- Physocephala sauteri
- Physocephala scutellata
- Physocephala segethi
- Physocephala sericea
- Physocephala similis
- Physocephala simplex
- Physocephala sinensis
- Physocephala soror
- Physocephala sororcula
- Physocephala spheniformis
- Physocephala sumatrensis
- Physocephala tenella
- Physocephala testacea
- Physocephala texana
- Physocephala theca
- Physocephala thecala
- Physocephala tibialis
- Physocephala truncata
- Physocephala ugandae
- Physocephala unicolor
- Physocephala vaginalis
- Physocephala variegata
- Physocephala wegneri
- Physocephala venusta
- Physocephala vittata
- Physocephala wulpi
- Physocephala zaitzevi